# Neptalí Bonifaz
Neptalí Bonifaz Ascázubi (Quito, 29 de diciembre de 1870-Quito, 23 de agosto de 1953) fue un político, economista y terrateniente ecuatoriano de origen peruano que ganó las elecciones presidenciales de 1931, pero que no asumió el cargo porque fue inhabilitado para la presidencia por el Congreso Nacional antes de tomar posesión.

## Biografía
Fue hijo del diplomático peruano Neptalí Bonifaz y Zanabria y de la quiteña Josefina Ascázubi y Salinas, hija del expresidente Manuel Ascázubi y Carmen Salinas de la Vega.
Sus primeros estudios los realizó en Quito, en el colegio de los jesuitas, y a los quince años de edad viajó a Europa para estudiar Ciencias Económicas, Políticas y Comerciales en la Universidad de Ginebra de Suiza y en la Sorbona de Francia. 
Al regresar al Ecuador estuvo dedicado casi exclusivamente a las actividades agrícolas en sus haciendas, hasta que en 1927 fue llamado por el presidente Isidro Ayora  para desempeñar el cargo de presidente del recién creado Banco Central del Ecuador.
Fue candidato presidencial en las elecciones presidenciales de Ecuador de 1931, auspiciado por el Partido Conservador y la Compactación Obrera Nacional. Ganó las elecciones, pero no pudo asumir su mandato, ya que su elección fue descalificada por el Congreso Nacional al ser declarado "no apto para ejercer la Presidencia", por haberse atribuido la nacionalidad peruana en diferentes correspondencias. Bonifaz, que se encontraba en la Hacienda Guachalá, se trasladó a Quito.

### Guerra de los Cuatro Días
El 28 de agosto de 1932, a consecuencia de la decisión del Congreso la guarnición de Quito conjuntamente con los partidarios de Bonifaz, se subleva. Hubo un sangriento enfrentamiento con las tropas leales al Gobierno y en las calles de Quito los combates continuaron hasta el 1 de septiembre, provocando que el presidente encargado Alfredo Baquerizo Moreno se refugie en la embajada argentina y que el ministro de gobierno Carlos Freile Larrea asuma el gobierno.
Finalmente los sublevados fueron derrotados. Este episodio, en el cual murieron más de dos mil personas, es conocido como la Guerra de los Cuatro Días. Posteriormente, Bonifaz se dedicó a sus actividades privadas y se desempeñó de nuevo como presidente del Banco Central del Ecuador en 1939.

## Fallecimiento
Alejado voluntariamente de la función pública y dedicado a sus actividades particulares, Neptalí Bonifaz murió en la ciudad de Quito el 23 de agosto de 1953.